# 요제프 탈
요제프 탈 (Josef Tal, 1910년 9월 18일 - 2008년 8월 25일)은 이스라엘의 작곡가이다.

## 생애
요제프 탈은 이스라엘 음악의 창시자로 알려진 인물이다. 그는 독일제국(현 폴란드)의 핀네(Pinne)라는 마을에서 출생했다.

## 음악 작품

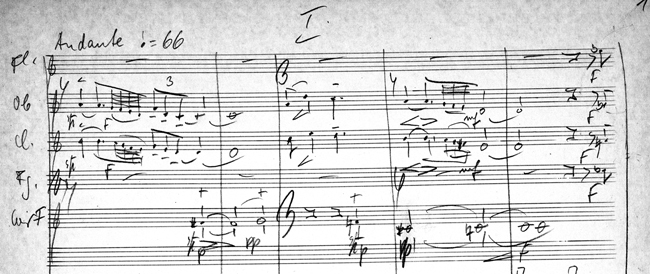
First lines of Piano Concerto No. 2 (1953).